# Iishi (district)
Iishi (飯石郡, Iishi-gun) is een district van de prefectuur Shimane in Japan.
Op 1 april 2009 had het district een geschatte bevolking van 5563 inwoners en een bevolkingsdichtheid van 22,9  inwoners per km². De totale oppervlakte bedraagt  242,84 km².

## Dorpen en gemeenten
- Iinan

## Geschiedenis
- Op 1 november 2004 werden de gemeenten Kakeya, Mitoya, Yoshida en Daitō, Kamo en Kisuki van het district Ōhara samengevoegd tot de stad Unnan.
- Op 1 januari 2005 werden de gemeenten Akagi en Tonbara samengevoegd tot de gemeente Iinan.

Subprefectuur:
Oki

Steden:
Gotsu · Hamada · Izumo · Masuda · Matsue (hoofdstad) · Oda · Unnan · Yasugi

Districten:
Iishi · Kanoashi · Nita · Ochi · Oki
Gemeenten per district